# Curiosoliten

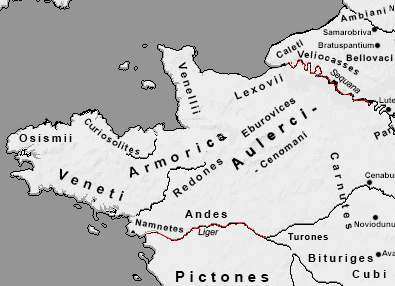
Karte mit Angabe des Stammesgebietes der Coriosoliten

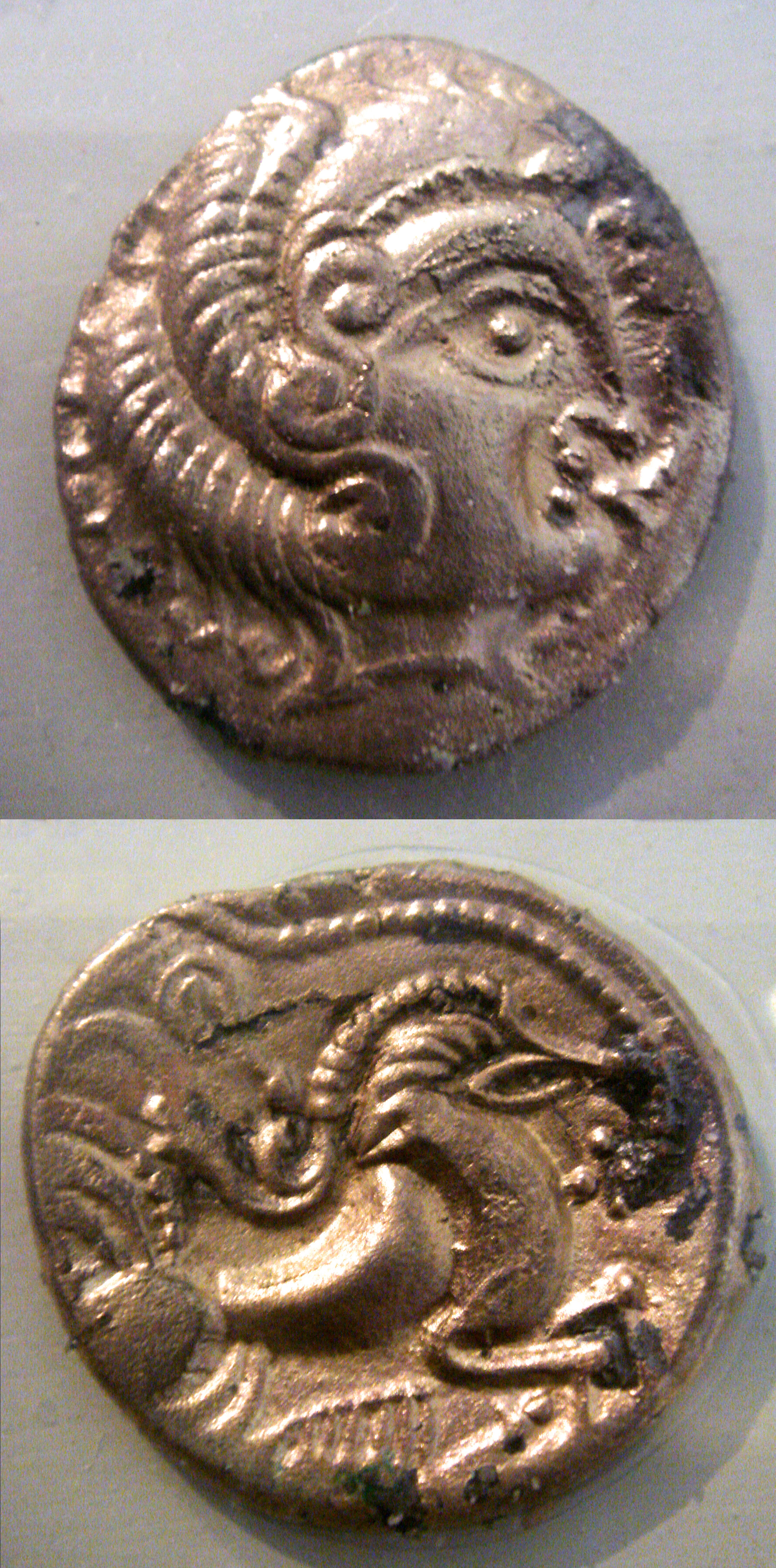
Münzen der Coriosoliten, geschlagen vor dem 1. Jahrhundert vor Christus

Die Curiosoliten (lat. Curiosolites, französisch Curiosolites oder Coriosolites) waren ein keltischer Volksstamm, der auf der bretonischen Halbinsel im Westen Frankreichs ansässig war.
Der Name setzt sich aus den gallischen Bestandteilen corios (Armee) und suli ([gute] Sicht) zusammen. Wobei letzteres nur am Rande mit Sonne oder schöner Aussicht zu tun hat. Es ist eine überwachende Aussicht anzunehmen, in der Art einer "Armee der Kundschafter".

## Stammesgebiet
Das Stammesgebiet der Curiosoliten war in der Region um die heutigen bretonischen Orte Kankaven, Kersaout, Sant-Brieg und Saint-Malo. Die Curiosoliten werden erstmals schriftlich von dem römischen Feldherrn und Autoren Julius Caesar in De Bello Gallico genannt, seinem Bericht über seine Kriege in Gallien. Mit den Venetern, Namneten, Redonen und Osismiern waren sie seit der Bronzezeit einer der fünf führenden Stämme auf der bretonischen Halbinsel.

## Teil der Provinz Gallien
Nach der Eroberung durch das Römische Reich wurde das Stammesgebiet der Curiosoliten Teil der Provinz Gallien. Es gehörte zu der von den Römern mit Aremorica bezeichneten nordwestlichen Küste Galliens.
Die bedeutenden Städte der Curiosoliten nach der römischen Eroberung lagen wohl bei Kersaout und im Raum um St. Malo mit seinem Zugang zum Meer.

## Handelswege
Die Curiosoliten betrieben intensiven Handel und tauschten Güter mit ganz Gallien, den britischen Inseln sowie Spanien.
Mehr als 20.000 Münzen der Curiosoliten wurden bis heute gefunden, darunter ein großer Fund mit 11.000 Münzen bei La Marquanderie auf Jersey.

## Nachbarstämme
Nachbarstämme der Curiosoliten auf Armorica waren seit der Bronzezeit bis zur römischen Eroberung die Osismier, Veneter,  Redonen,  Namneten, Eburoviken, Lexovier, Veneller und Aulerker.

## Bewohner von Corseul
Die Bewohner der bretonischen Stadt Kersaout (französisch Corseul) werden noch heute im Französischen als Coriosolites oder Curiosolites bezeichnet.

### Primärliteratur
- Gaius Iulius Caesar: De bello Gallico. Der Gallische Krieg. (übersetzt und herausgegeben von Marieluise Deißmann). Stuttgart 1980

### Sekundärliteratur
- Loïc Langouet: Le site gaulois des Ebihens en Saint-Jacut (Côtes- d'Armor). In: Bulletin de la Société d'histoire et d'archéologie de l'Arrondissement de Saint-Malo, 1985, S. 283–295
- John Hooker: Celtic Improvisations: An Art Historical Analysis of Coriosolite Coins. Archaeopress 2002
- John Haywood: The Historical Atlas of the Celtic World. Thames & Hudson 2009